# حسن شامي
حسن شامي هي قرية تقع 35 كم شرق الموصل، على ضفاف نهر الخازر.
تقع القرية على الضفة الغربية من الخازر، قرب الجسر الحديدي المسمى بجسر الخازر. سميت بحسن شامي نسبة إلى الشيخ حسن الشامي الذي يوصف في عدة مصادر تاريخية بأنه من الأولياء العارفين.[بحاجة لمصدر]
وقد جاء في «منية الأدباء» للخطيب العمري: «حسن شامي: عامرة قرب الخازر، فيها مشهد حسن الشامي يزار، بالقرب منه أورمان (غابة) لا يقدر أحد يقطع منه عوداً، وكل من قطع شيئاً جرح أو إصابة ما يؤذيه.»
ظهر اسم البلدة في إحصاء 1957 م وكان عدد سكانها في تلك السنة 376 نسمة.
في 2014 م، أصبحت القرية مركزا لمعارك بين قوات البيشمركة وتنظيم الدولة الإسلامية.
سكان حسن شامي اغلبهم ينتمون الى عشيرة المحاميد الطائية التى يتزعمها الشيخ عبدالعزيز العباوي